# ساقز (سنجك)

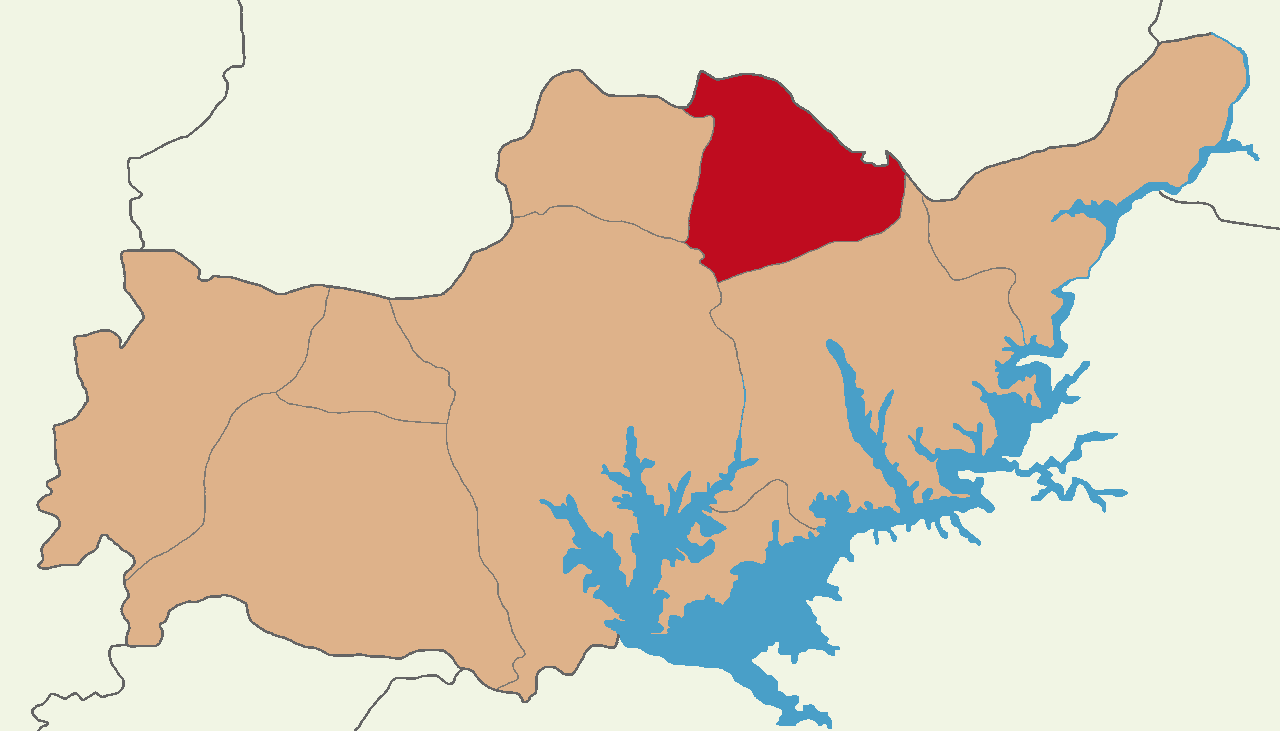
خريطة البلدة

ساقز (بالكردية: Seqiz‏) (بالتركية: Sakız)‏ هي قرية كرديّة رشوانيّة تتبع إداريّاً لمديرية سنجك في محافظة أديامان التركية، بلغ عدد سكانها 301 نسمة في عام 2021 ويتبعها نجوع كونطوغان وكوكرجنلر واوجاقباشي.